# Ghagga
Ghagga is een nagar panchayat (plaats) in het district Patiala van de Indiase staat Punjab. 

## Demografie
Volgens de Indiase volkstelling van 2001 wonen er 8.212 mensen in Ghagga, waarvan 53% mannelijk en 47% vrouwelijk is. De plaats heeft een alfabetiseringsgraad van 49%. 